# Rivière Salvail
Rivière Salvail är ett vattendrag i Kanada.   Det ligger i provinsen Québec, i den sydöstra delen av landet, 220 km öster om huvudstaden Ottawa.
Omgivningarna runt Rivière Salvail är en mosaik av jordbruksmark och naturlig växtlighet. Runt Rivière Salvail är det glesbefolkat, med 15 invånare per kvadratkilometer.